# Hindutva
Hindutva (devanagari: हिन्दुत्व), et ord opfundet af Vinayak Damodar Savarkar i hans pjece Hindutva: Hvem er en hindu fra 1923, er et fundamentalistisk sæt af bevægelser som indgår i hinduistisk nationalisme i Indien.
Paraplyorganisationen Sangh Parivar består af en række Hindutva-grupper som Rashtriya Swayamsevak Sangh (RSS), Bharatiya Janata Party (BJP), Bajrang Dal og Vishwa Hindu Parishad.
Selvom Hindutva-ideologi opstod i begyndelsen af 1900-tallet, fik den første større betydning i slutningen af 1980'erne. To omstridte sager, Shah Bano-sagen og Ayodhya-sagen, mobiliserede mange flere hinduer til bevægelsen. Ayodhya-sagen førte til store optøjer og drab mellem indiske hinduer og muslimer. I løbet af 1990'erne fik Hindutva-partierne politisk magt, og BJP havde regeringsmagten i Indien fra 1998 til 2004 og igen fra 2014.
Hindutva-grupper lægger vægt på at værne om "hinduistiske værdier", og er blandt andet imod den rådende indiske ordning med forskellige love for forskellige religiøse samfund i landet, når det kommer til ægteskab, arv og familie. De er gået imod særbehandling af religiøse mindretal, som f.eks muslimer. Grupperne går også gerne imod vestlig indflydelse som kristelig mission overfor hinduer eller "uhinduistiske skikke" som Valentinsdag.

## Andre kilder
- Elst, Koenraad: The Saffron Swastika. The Notion of "Hindu Fascism". New Delhi: Voice of India, 2001, 2 Vols., ISBN 81-85990-69-7
- Elst, Koenraad: Decolonizing the Hindu Mind. Ideological Development of Hindu Revivalism. Rupa, Delhi 2001.